# Nicolás Falero
Nicolás Falero (Montevideo, 11 gennaio 1921 – Montevideo, 1986) è stato un calciatore uruguaiano, di ruolo attaccante.

## Carriera
Fu capocannoniere del campionato uruguaiano nel 1945 e nel 1947.
Con la nazionale uruguaiana giocò nella Copa América del 1945 ed in quella del 1947, quando si laureò capocannoniere con 8 reti.

## Palmarès

### Club

#### Competizioni nazionali
- Campionato uruguaiano: 2

Peñarol: 1945, 1950